# Ludwig Ruckdeschel (Politiker)

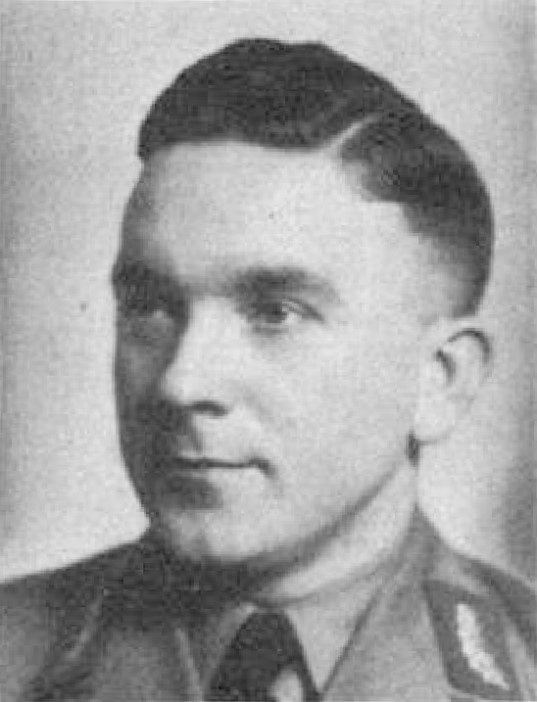
Ludwig Ruckdeschel

Ludwig Ruckdeschel (* 15. März 1907 in Bayreuth; † 8. November 1986 in Wolfsburg) war ein deutscher politischer Funktionär (NSDAP) und SS-Führer, zuletzt im Rang eines SS-Brigadeführers.

## Leben
Ruckdeschel besuchte von 1913 bis 1921 in seiner Heimatstadt die Volksschule. Danach absolvierte er eine kaufmännische Lehre und besuchte währenddessen die Handelsschule. Von 1924 bis 1928 war Ruckdeschel kaufmännischer Angestellter und Geschäftsführer, danach hauptamtlicher NSDAP-Funktionär. 

### Politische Karriere
Nachdem er bereits von 1921 bis 1922 in der völkischen Jugendbewegung aktiv gewesen war, gehörte er seit 1923 der Sturmabteilung (SA), der Kampfformation der NSDAP, an. Während des Verbots der NSDAP (November 1923 bis Februar 1925) war er im Völkischen Bund Bayreuth aktiv und ab 1925 Führer im örtlichen Frontbann. Ab 1924 war er Vertrauter des späteren Gauleiters Hans Schemm. Nach der Neugründung der NSDAP im Frühjahr 1925 trat Ruckdeschel nicht nur erneut in die SA, sondern zum 26. Januar 1926 auch in die Partei selbst ein (Mitgliedsnummer 29.308).
Von Januar 1926 bis zum September 1928 amtierte Ruckdeschel als Geschäftsführer der Ortsgruppe und Bezirksleitung der NSDAP in Bayreuth. Im Oktober 1928 wurde er Gaugeschäftsführer und Gaupropagandaleiter des Gaus Oberfranken. Unmittelbar nach der NS-Machtübernahme wurde er am 1. Februar 1933 zum Gaugeschäftsführer und Stellvertreter des Gauleiters im Gau Bayerische Ostmark, der neben Oberfranken die Oberpfalz und Niederbayern umfasste. Von November 1933 bis 1945 war Ruckdeschel Mitglied des Reichstags.
In Bayreuth gründete Ruckdeschel 1930 die Deutsche Buchhandlung und war ab Anfang Januar 1931 Herausgeber der Wochenzeitung Kampf (für deutsche Freiheit und Kultur), ab Anfang Mai 1933 als „Braune Sonntagszeitung“ bezeichnet. 
Ruckdeschel war Gesellschafter und anfangs Geschäftsführer der 1934 gegründeten Ostmark-Selbsthilfe GmbH und deren 1935 gegründeter Tochtergesellschaft Allgemeine Förderungsgesellschaft GmbH. Die Unternehmen des Gaus Bayerische Ostmark, deren Vermögen größtenteils aus geraubtem Vermögen der SPD bestand, waren im nationalsozialistischen Sinn gemeinnützig. Die Ostmark-Selbsthilfe errichtete unter anderem das Stadtviertel Gartenstadt in Bayreuth.
Vom 1. Februar 1933 bis Juni 1941 war Ruckdeschel stellvertretender Gauleiter des Gaus Bayerische Ostmark, welcher ab 1942 in Gau Bayreuth umbenannt wurde. Ab dem 19. April 1945 war er als Nachfolger von Fritz Wächtler letzter Gauleiter des Gaus Bayreuth. In dieser Funktion forderte er in einer Rundfunkansprache vom 22. April angesichts des unaufhaltsamen Vormarsches der US-Armee die Verteidigung der Stadt Regensburg bis zum letzten Stein. Kurze Zeit später floh er; der Stadt blieben dank der kampflosen Übergabe am 27. April Zerstörungen weitgehend erspart.

### SS-Mitgliedschaft und Erschießung des Gauleiters
Ruckdeschel trat am 20. Oktober 1934 der SS bei (SS-Nummer 234.190). Am 9. November 1941 wurde er zum Brigadeführer der Allgemeinen SS befördert. Während des Zweiten Weltkriegs wurde er Anfang April 1940 zur SS-Totenkopf-Division eingezogen, wo er einer Kriegsberichter-Abteilung zugeteilt war. Im Mai 1942 wurde er zur Panzer-Abteilung der Leibstandarte SS Adolf Hitler versetzt und Anfang Mai 1943 zum Führer der 6. Kompanie/SS-Panzer-Rgt. 12 in der 12. SS-Panzer-Division „Hitlerjugend“ ernannt. Im Juni 1944 verlor er im Verlauf der Alliierten Landung in der Normandie seinen rechten Arm. Ende September 1944 wurde er nach einem Lazarettaufenthalt zum SS-Panzer-Ausbildungs- und Ersatz-Regiment versetzt und zuletzt Ende Januar 1945 zum SS-Sturmbannführer der Reserve befördert. Von Januar bis zum 16. April 1945 wurde er als Inspekteur des Volkssturms im Stab des Oberbefehlshabers West eingesetzt.
Ruckdeschel war bis zuletzt ein überzeugter und fanatischer Nationalsozialist. Er galt als langjähriger Rivale Fritz Wächtlers, bezichtigte jenen im April 1945 der Fahnenflucht und denunzierte ihn offensichtlich beim Führerhauptquartier. Am frühen Morgen des 19. April fuhr er mit 35 SS-Männern vor Wächtlers Hotel vor, ließ ihn an den nächsten Baum stellen und von einem Kommando erschießen. Wächtler  sei, so Ruckdeschel, wegen „hundsgemeinen Verrats“ aus der NSDAP ausgestoßen und wegen Feigheit vor dem Feind hingerichtet worden. Jedem „Schuft und Verräter“ drohe bei entsprechendem Verhalten dieses Schicksal.

### Verurteilung und Nachkriegsbetätigung
Ruckdeschel wurde im August 1947 in Untersuchungshaft genommen und am 2. November 1948 – aufgrund der Hinrichtung zweier Regensburger Bürger, darunter des Dompredigers Johann Maier, nach einem Standgerichtsverfahren am 23. April 1945 – vom Oberlandesgericht Nürnberg zu acht Jahren Haft verurteilt. Die Hingerichteten hatten sich an einer Kundgebung zur kampflosen Übergabe der Stadt beteiligt. Nach der vorzeitigen Haftentlassung 1952 fand Ruckdeschel eine Beschäftigung als Gästeführer für prominente Gäste bei Volkswagen in Wolfsburg.

## Schriften
- Die Gauleitung Bayerische Ostmark der N.S.D.A.P. Zeigt. Grenzland im Aufbau, 1936.